# Jablunkov
Jablunkov ([ˈjabluŋkof] ⓘ în poloneză Jabłonków, în germană Jablunkau) este o comună și un oraș în districtul Frýdek-Místek din regiunea Moravia-Silezia din Cehia. Are o populație de aproximativ 5.300 de locuitori. 
Orașul are o minoritate poloneză semnificativă. Este locuit de un număr mare de gorali silezieni.

## Geografie

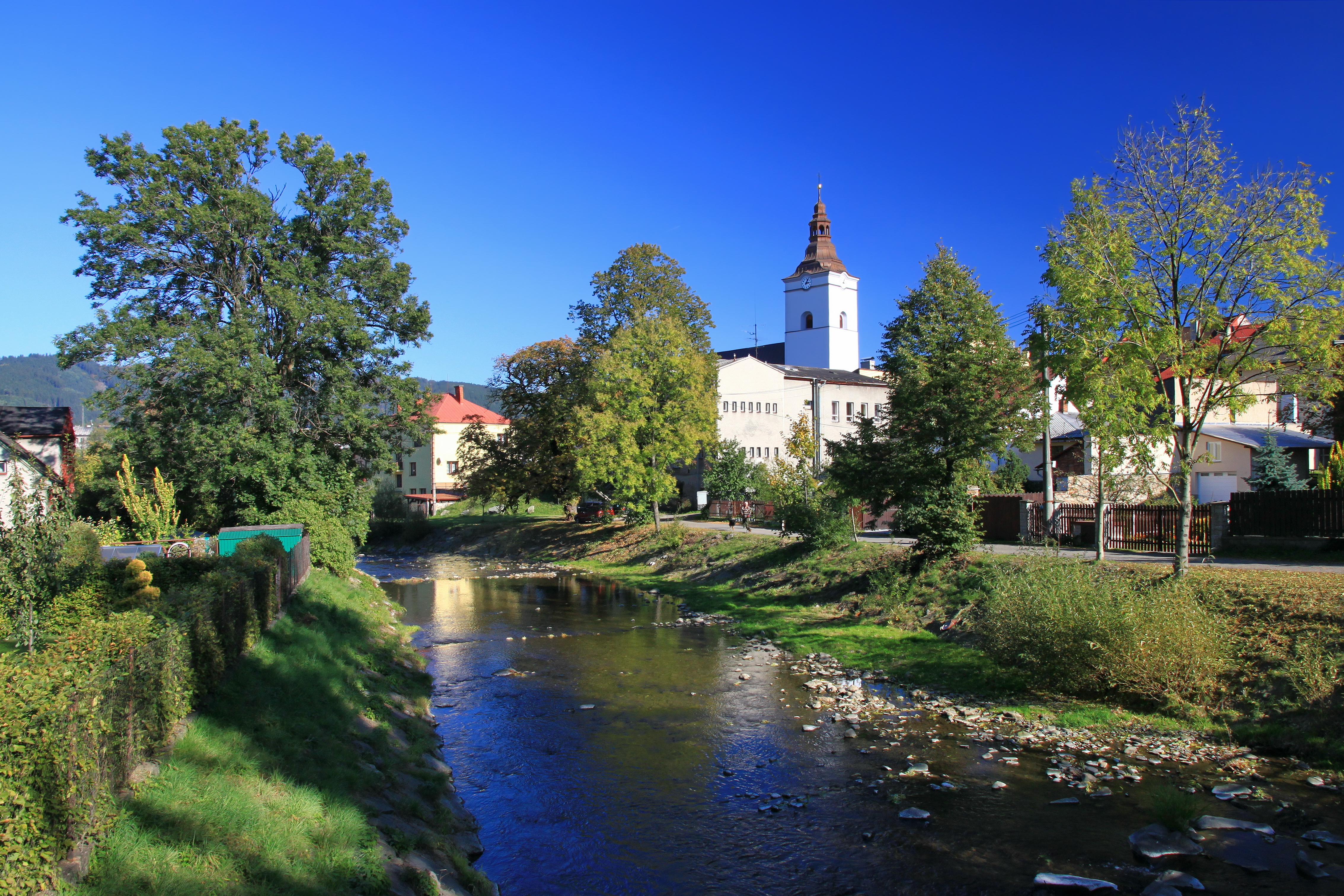
Râul Lomná în Jablunkov

Jablunkov se află la aproximativ 31 kilometri (19 mi) sud-est de Frýdek-Místek și la 42 kilometri (26 mi) sud-est de Ostrava. Se află în regiunea istorică Silezia Cieszynului și este cel mai estic oraș al Cehiei. Se găsește în principal în câmpia Jablunkov, dar teritoriul comunei se întinde în est până la Munții Beschizi (Beskydy) din Silezia. Cel mai înalt punct al comunei este dealul Lysá hora, aflat la 544 metri (1.785 ft) deasupra nivelului mării.
Jablunkov se află la confluența râurilor Olza și Lomná.

## Istorie

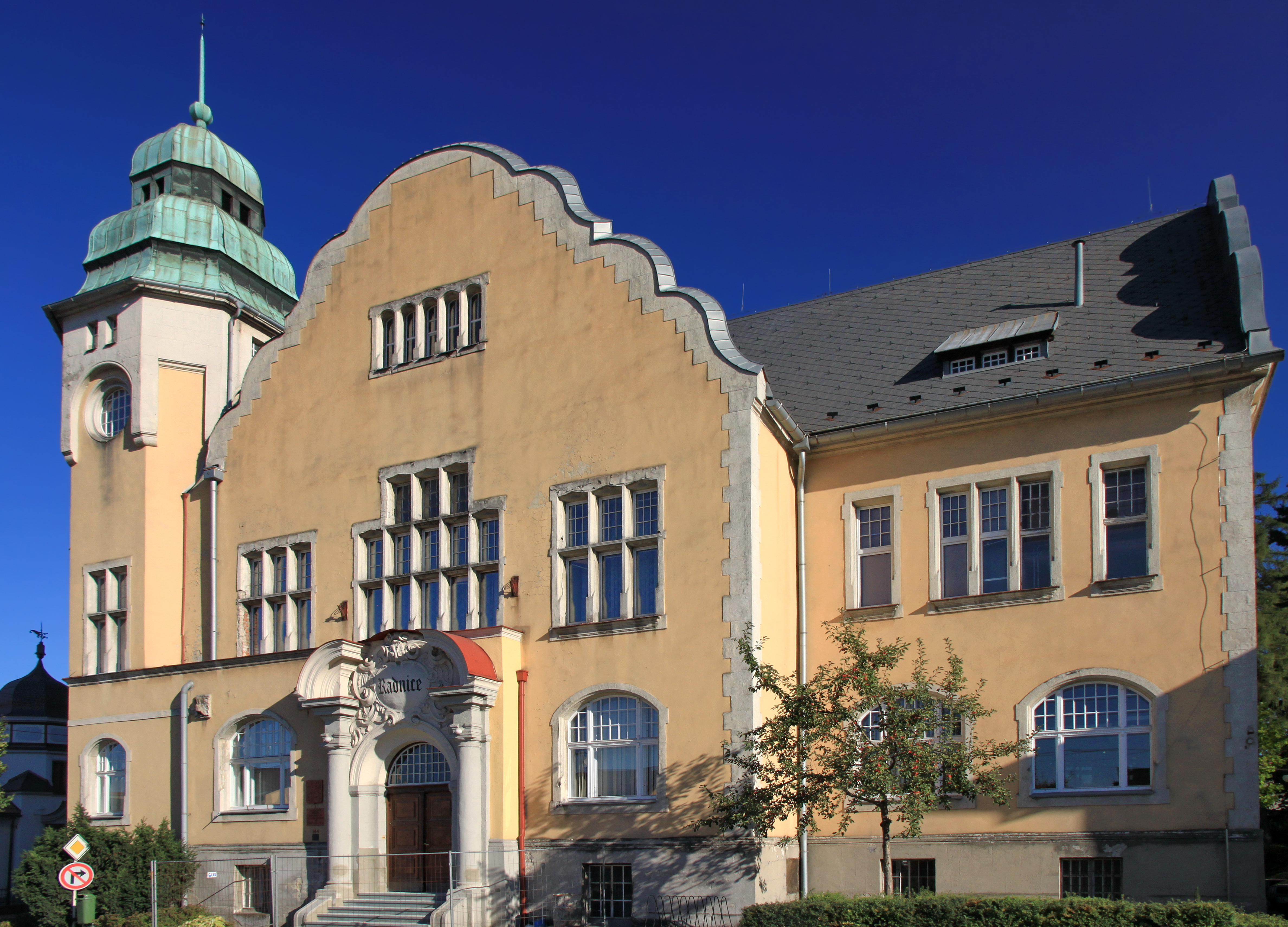
Primăria din Jablunkov

Potrivit istoricilor, predecesorul lui Jablunkov se găsea în locul unde în prezent se află satul Hrádek sau Nýdek⁠(d). Prima mențiune scrisă despre Jablunkov datează din anul 1435. După ce satul a fost distrus de un raid maghiar în jurul lui 1447, a fost fondată o nouă așezare, iar cea anterioară a fost redenumită ca Vechiul Jablunkov.
Această așezare a fost denumită prima dată ca Jablonka și, astfel, a fost menționată ca reședință a unei parohii catolice într-un registru de plăți din 1447 (Denarii Sancti Petri), printre cele 50 de parohii ale protopopiatului (decanatus) Teschen. Politic, a aparținut de Ducatul de Teschen, o feudă a Regatului Boemiei, care din 1526 a făcut parte din Monarhia Habsburgică. În 1560, Venceslau al III-lea Adam, duce de Cieszyn, a dat lui Jablunkov privilegii de oraș. Jablunkov s-a dezvoltat continuu și din 1596 a avut un primar și un consiliu orășenesc.
Orașul a profitat de localizarea sa pe o rută comercială antică care mergea de la Marea Mediterană la Marea Baltică. Ruta a fost folosită de negustorii Romei Antice; iar descoperirile frecvente de monede romane confirmă acest lucru. Rute comerciale importante către Cracovia (nord) și către Ungaria de Sus (est) trec și prin acest oraș. A devenit din ce în ce mai important și mai bogat, deoarece mulți cetățeni trăiau din comerț. În anii 1640 a avut 750 de locuitori, împreună cu o suburbie și satul Písečná. În secolul al XVIII-lea, majoritatea cetățenilor au lucrat în comerț, meșteșuguri și agricultură. La sfârșitul secolului al XIX-lea, au fost construite mai multe clădiri noi. O nouă primărie în stil Art Nouveau a fost construită în anul 1905.
După Revoluția din 1848 în Imperiul Austriac, a fost introdusă o diviziune municipală modernă în Silezia austriacă reînființată. Orașul a devenit reședința unui district juridic în cadrul districtul politic Cieszyn. Conform recensămintelor din 1880–1910, populația municipiului/comunei a crescut de la 2.988 de persoane în 1880 la 3.459 persoane în 1910, majoritatea fiind vorbitori nativi de limbă poloneză (scăzând de la 89,4% în 1880 la 84,4% în 1910), însoțită de minoritatea vorbitoare de limbă germană (crescând de la 9,2% în 1880 la 14,1% în 1910) și persoane vorbitoare de limbă cehă (cel mult 57 de persoane sau 1,5% în 1910). În ceea ce privește religia, în 1910 majoritatea au fost romano-catolici (88,5%), urmați de protestanți (9,2%), evrei (90% sau 2,3%) și 2 persoane de alte religii.
După Primul Război Mondial, războiul polono-cehoslovac și divizarea Sileziei Cieszynului în 1920, a devenit parte a Cehoslovaciei. În urma Acordului de la München, în octombrie 1938, împreună cu regiunea Transolza, a fost anexat de Polonia, fiind alăturat administrativ powiatului Cieszyn din Voievodatul Silezia⁠(d). A fost anexat de Germania Nazistă la începutul celui de-Al Doilea Război Mondial. După acest război, a fost restituit Cehoslovaciei.
O veche mănăstire a Ordinului Sfintei Elisabeta⁠(d) cu un spital a fost construită între 1853–1855, iar o capelă a fost ridicată în 1861. Se afla lângă râul Olza și a fost inundată frecvent. S-a luat decizia de a se construi o mănăstire nouă. Construcția a început în 1928 și a intrat în funcțiune în 1932. În 1948, mănăstirea și proprietățile sale au fost confiscate de comuniști, care au interzis primirea de noi călugărițe. Fostele surori elisabetane au primit ordin să lucreze într-o fermă de stat în care se creșteau vite. În 1989, după căderea comunismului, a fost retrocedată surorilor elisabetane. Mănăstirea din Jablunkov este una dintre cele trei mănăstiri elisabetane din Cehia, celelalte două fiind la Praga și Brno.

## Demografie
Minoritatea poloneză reprezintă 16,4% din populația totală.

## Economie

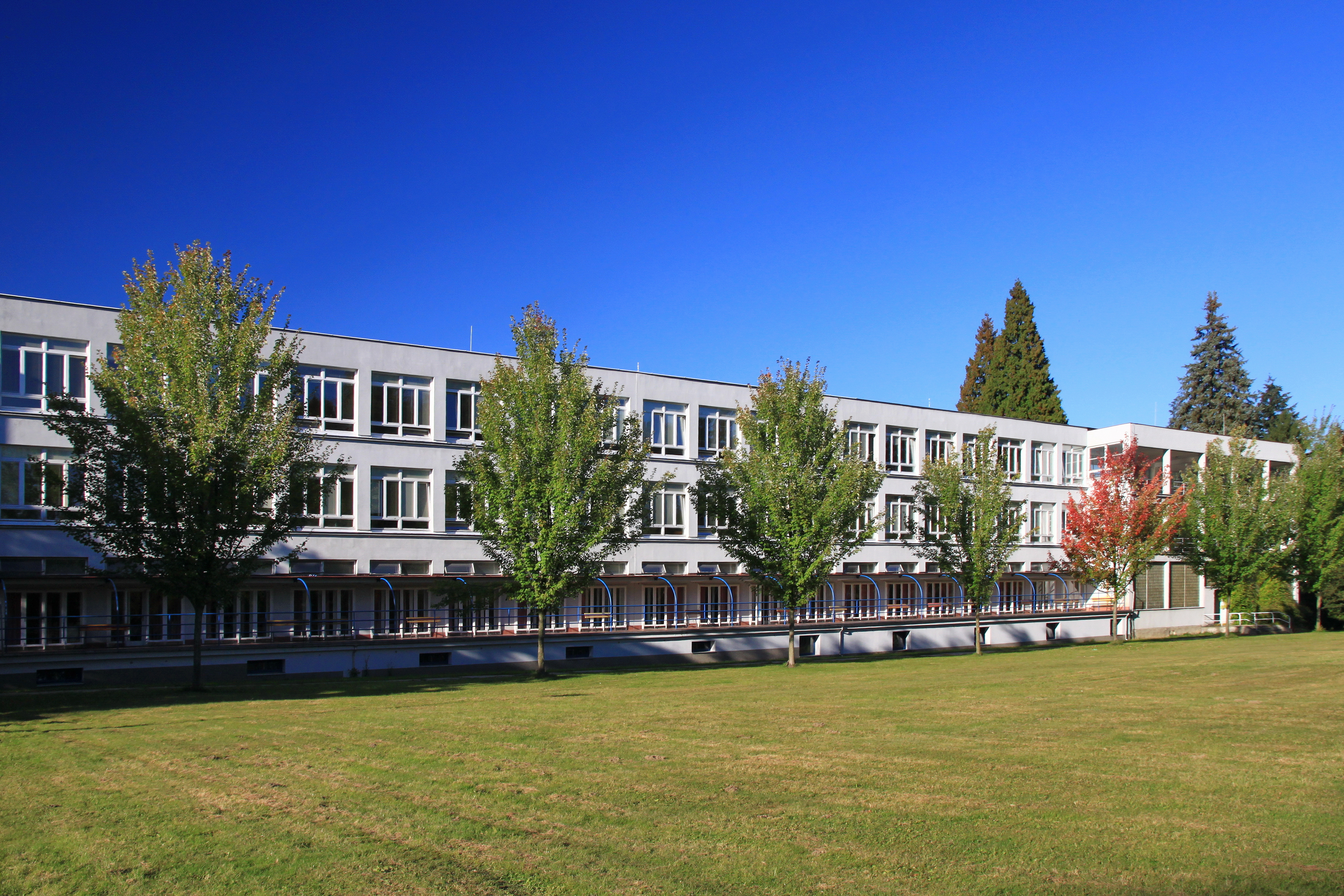
Sanatoriul

În Jablunkov se află un sanatoriu.

## Transporturi
Drumul I/68 (parte a drumului european E75), care leagă autostrada D48 de granița ceho-slovacă din Mosty u Jablunkova⁠(d), trece prin Jablunkov.
Linia de cale ferată Ostrava–Mosty u Jablunkova trece prin teritoriul comunei, dar nu există nicio gară. Orașul este deservit de gara din orașul vecin Návsí⁠(d).

## Cultură
Jablunkov găzduiește un grup etnografic cunoscut sub numele de goralii silezieni. Cel mai popular eveniment cultural este festivalul anual Gorolski Święto⁠(d) (cu sensul de „Festivalul Goralilor”). Este organizat anual din 1947 de Uniunea Culturală și Educațională Poloneză (în poloneză Polski Związek Kulturalno-Oświatowy) și este al doilea cel mai vechi festival folcloric din Cehia. Prezintă folclorul și tradițiile locale poloneze și  atrage vizitatori din toată Europa.

## Obiective turistice

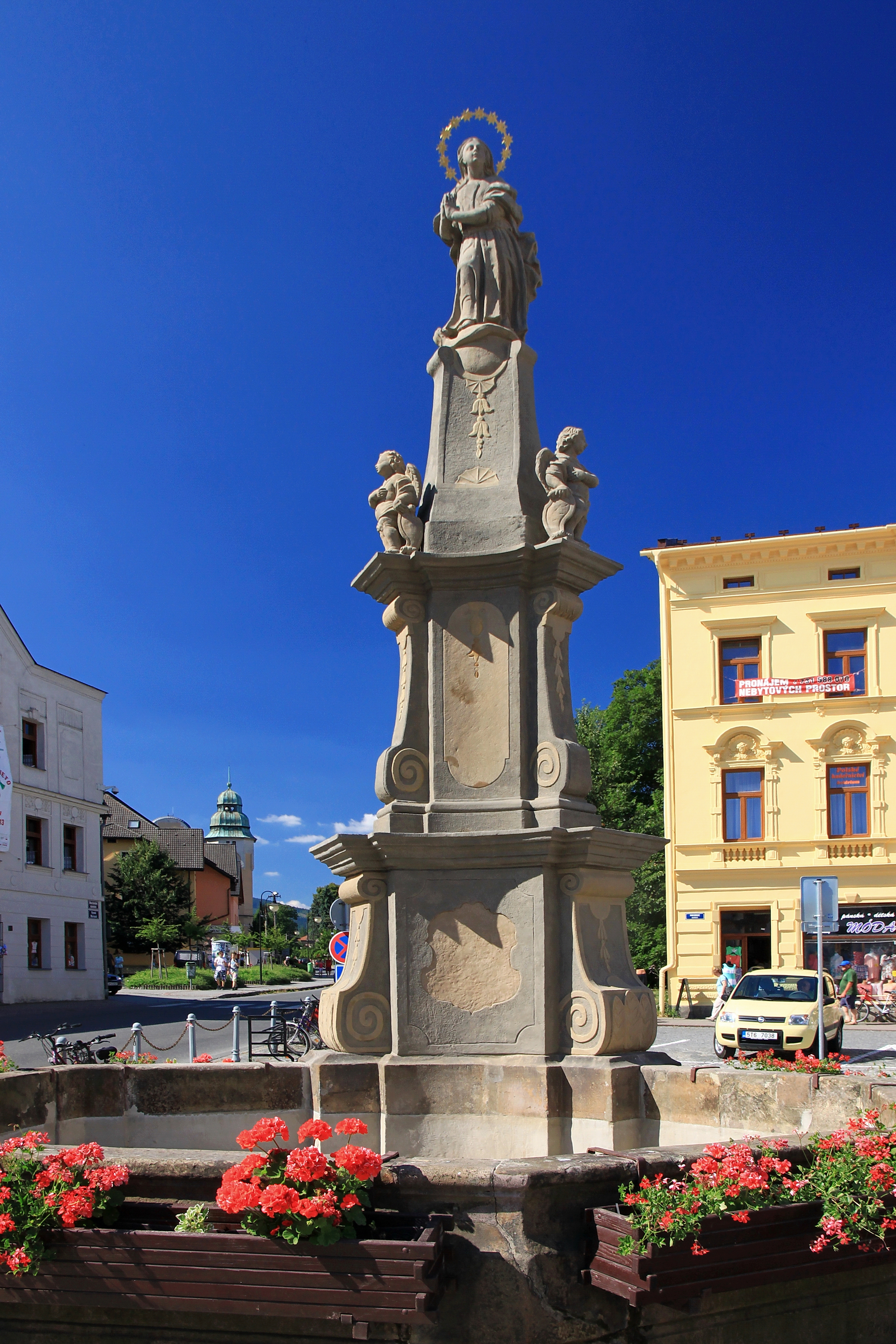
Fântână cu statuia Fecioarei Maria Neprihănite

Cele mai importante obiective turistice sunt piața istorică a orașului, cu o fântână și o statuie a Fecioarei Maria din 1655, biserica romano-catolică construită în 1620 și reconstruită în stil neogotic și Mănăstirea Elisabetană din 1928–1932.
Clădirea sanatoriului a fost construită între 1933–1935 și este un reper valoros al arhitecturii moderne. Este înconjurat de un parc cu un arboretum din 1924, majoritatea speciilor fiind aduse în 1937. După finalizarea sa în 1938, a conținut aproximativ o mie de specii, varietăți și forme de plante lemnoase, dintre care 400 de taxoni de conifere. Astăzi are peste 500 de specii de copaci și arbuști. Mai multe sculpturi ale lui Vincenc Makovský⁠(d) și Jan Tříska se găsesc, de asemenea, în parc.

## Persoane notabile
- Oskar Zawisza⁠(d) (1878–1933), preot și compozitor polonez
- Rudolf Paszek⁠(d) (1894–1969), profesor și politician polonez; primar al orașului Jablunkov între 1932–1938
- Karol Piegza⁠(d) (1899–1988), scriitor și folclorist polonez; a trăit și a decedat aici
- Otto Schneid⁠(d) (1900–1974), istoric de artă și scriitor austro-israelian
- Jiří Drahoš⁠(d) (născut în 1949), chimist și politician

## Orașe înfrățite–orașe gemene
Jablunkov este înfrățit cu:
- Gogolin⁠(d), Polonia
- Kysucké Nové Mesto, Slovacia
- Siemianowice Śląskie, Polonia
- Tiachiv, Ucraina
- Wisła, Polonia

## Galerie

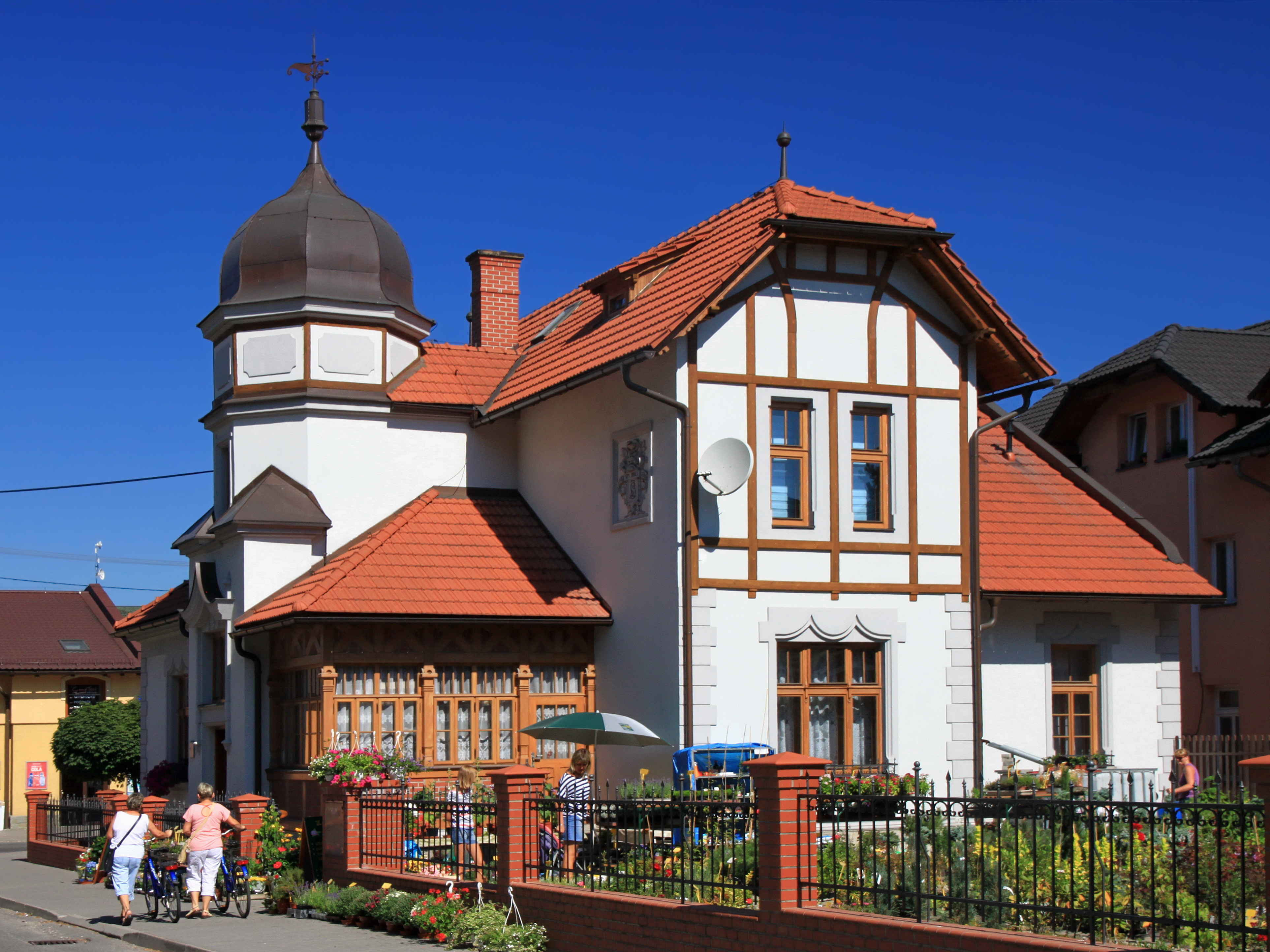
Arhiva de Istorie Militară a Sileziei Cieszynului
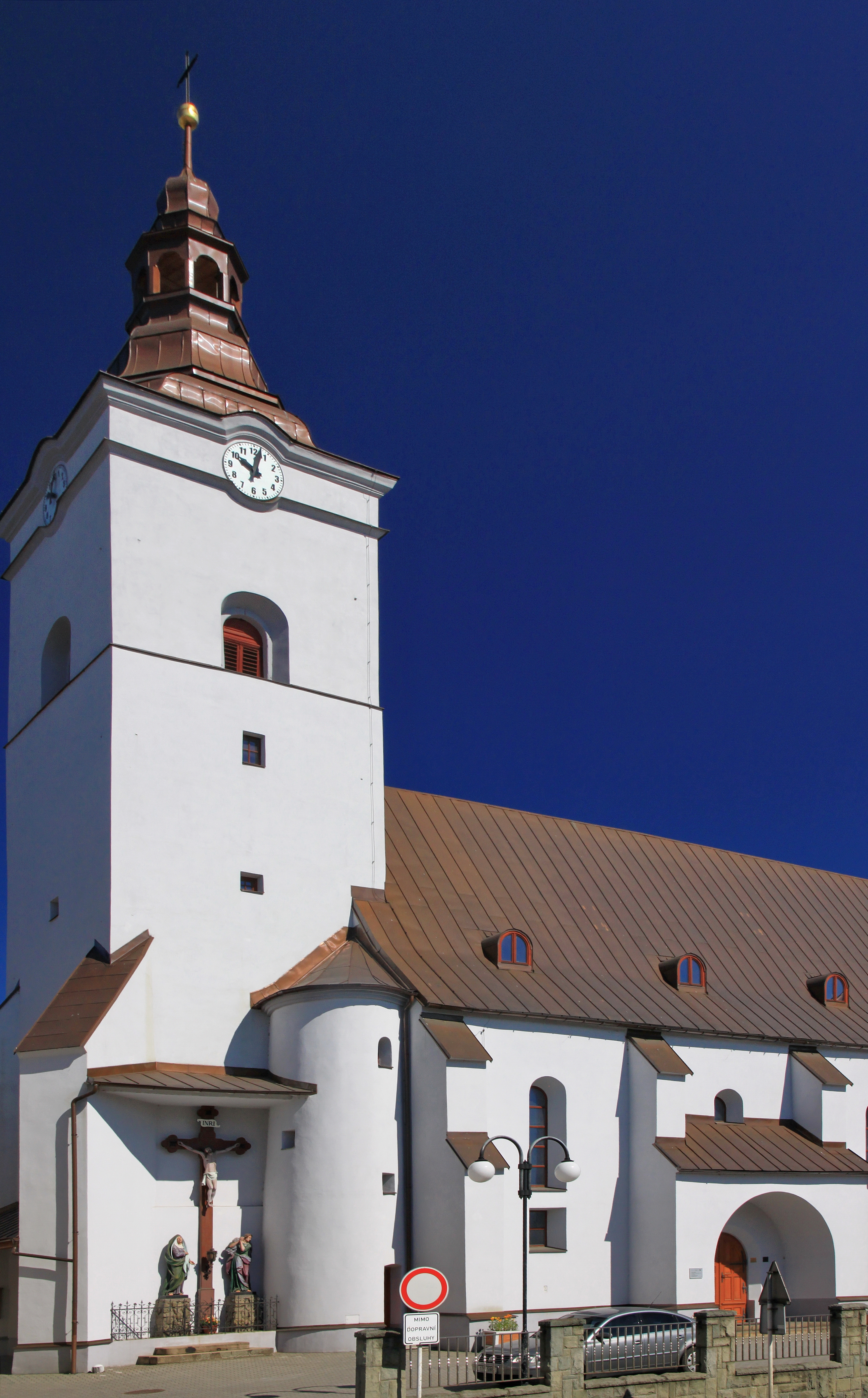
Biserica Corpus Christi
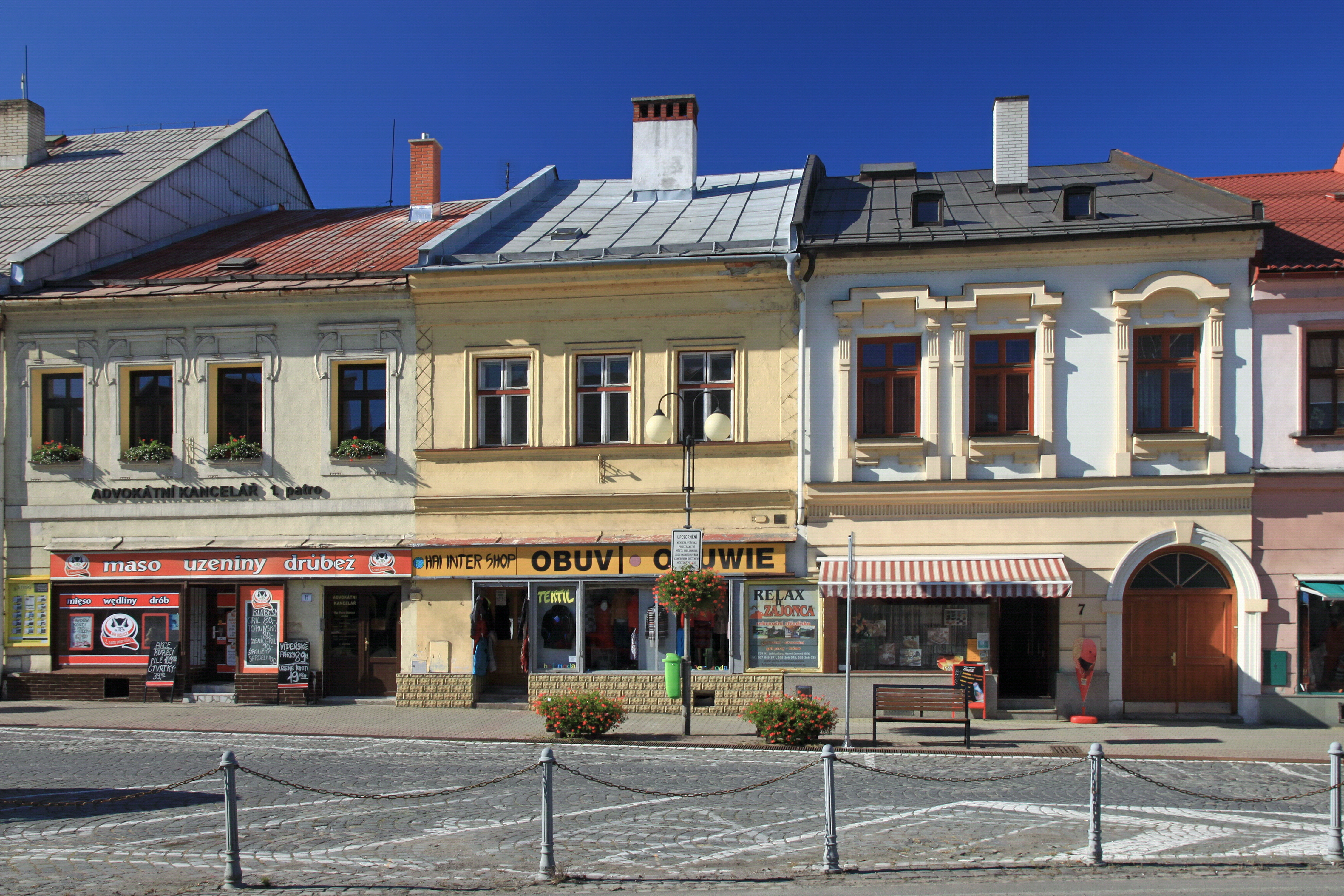
Case de locuit în Piața Mariánské
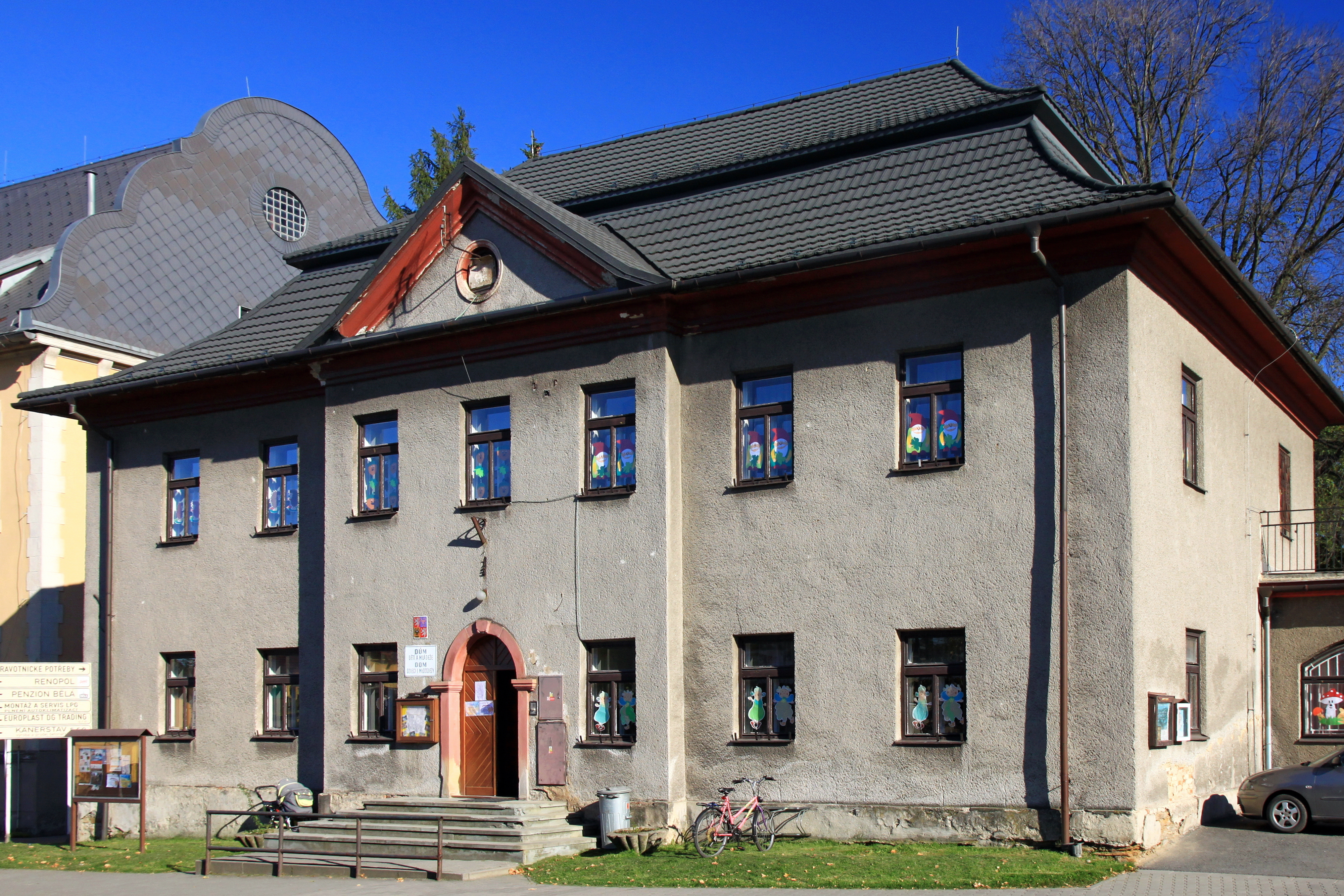
Casa Tineretului, fosta primărie